# 1,3-二乙烯基苯
1,3-二乙烯基苯是一种有机化合物，化学式为C10H10。它可由1,3-二碘苯和四乙烯基硅在钯催化下反应得到。1,3-苯二甲醛和三苯基甲基溴化𬭸在叔丁醇钾的存在下反应，也能得到1,3-二乙烯基苯。它和溴反应，根据反应条件不同，可以得到1,5-二溴-2,4-二乙烯基苯或1,3-二(1,2-二溴乙基)苯。它和苯甲酰胺、氢氧化钾在二甲基亚砜中于120 °C反应，可以得到N,N'-(1,3-苯二亚基-2,1-乙二基)二苯甲酰胺。